# Bjarne Berntsen
Bjarne Berntsen (* 21. Dezember 1956) ist ein norwegischer Fußballtrainer und ehemaliger Spieler. Er trainierte von 2005 bis 2009 die norwegische Frauen-Nationalmannschaft, mit der er 2005 Vize-Europameister wurde.

## Karriere

### Als Spieler
Bjarne Berntsen begann seine Fußball-Karriere beim kleinen Verein Figgjo IL und ging 1977 zum norwegischen 1. Liga-Club Viking FK. Er spielte für Viking FK bis 1982 und machte während dieser Zeit 33 Spiele für die norwegische Fußballnationalmannschaft, darunter das berühmte Spiel gegen England im September 1981, welches die Mannschaft gewann. Während seiner Karriere als Aktiver war er meist auf der Position des rechten Verteidigers zu finden.

### Als Trainer
Nach seiner Karriere als Spieler wurde er Trainer von Figgjo, Bryne und Viking. In den Jahren 1986 und 1987 war er Assistentz-Trainer für die norwegische Fußballnationalmannschaft. Zwischen 1999 und 2004 war er Adm. Direktor für Viking Fotball ASA. Im Spätsommer 2004 wurde er überraschend als Cheftrainer für die norwegische Fußballnationalmannschaft der Frauen berufen. Den Posten übernahm er am 1. Januar 2005.
Das erste Turnier der Frauenfußball-Nationalmannschaft mit Berntsen als Cheftrainer fand bei der Fußball-Europameisterschaft der Frauen 2005 in England statt. Viele Probleme entstanden ihm durch die Nominierung der 16-jährigen Isabell Herlovsen, der Tochter eines ehemaligen Kollegen in der Nationalmannschaft, in den Kader für die Fußball-Europameisterschaft – aber sie erzielte zwei entscheidende Tore, die Norwegen im Turnier hielten.
Nach einer missglückten Gruppenphase spielte Norwegen ein denkwürdiges Halbfinale gegen Schweden, welches sie durch 3:2 nach Verlängerung durch ein Tor von Solveig Gulbrandsen gewannen. Im Finale gegen Deutschland verlor das Team aber mit 3:1.
Berntsen führte seine Mannschaft zur FIFA-Frauen-Weltmeisterschaft 2007 in China, wo sie in ihrer Gruppe durch Siege über Kanada, Ghana und Australien gewannen. Im Viertelfinale spielte seine Mannschaft gegen den Gastgeber China, vor 50000 Zuschauern. Norwegen gewann 1:0, durch ein Tor von Herlovsen. Im Halbfinale verlor das Team gegen Deutschland mit 0:3 und unterlag auch im Spiel um Platz 3 mit 1:4 den USA. Aufgrund der Leistung bei der Frauen-Fußball-WM 2007 war Norwegen qualifiziert für die Olympischen Spiele 2008.
Abgesehen von Norwegen und Viking, ist Berntsen ein großer Fan vom englischen Fußball und Liverpool.